# El Orejón
El Orejón fue un periódico publicado en Villena (Alicante, España) entre 1885 y 1917.

## Descripción
El nombre proviene de la torre del Orejón, uno de los símbolos de la ciudad hasta su derribo en 1888. Fundada por Pascual María Estañ, que fue, además de director, también propietario, administrador y editor responsable, comenzó a publicarse en Villena el 3 de septiembre de 1885, un día antes del comienzo de las fiestas de Moros y Cristianos de ese año. Se autodefinía como un periódico «inofensivo, cándido y simplón hasta dejarlo de sobra». De tono desenfadado, presentaba y criticaba informaciones locales. El periódico supo adaptarse a la evolución de las costumbres y tuvo una vida relativamente larga, desapareciendo el 13 de mayo de 1917 tras haber ampliado su formato poco antes.